# Cryptanthus odoratissimus
Cryptanthus odoratissimus är en gräsväxtart som beskrevs av Elton Martinez Carvalho Leme. Cryptanthus odoratissimus ingår i släktet Cryptanthus, och familjen Bromeliaceae. Inga underarter finns listade i Catalogue of Life.